# Prieuré de Pont-aux-Moines
Pour les articles homonymes, voir Bief de Pont-aux-Moines.
Le prieuré de Pont-aux-Moines est un ancien prieuré de l'ordre de Cluny situé sur le territoire de l'actuelle commune de Mardié dans le département du Loiret en région Centre-Val de Loire.
De l'édifice d'origine, il ne subsiste que le porche de la chapelle, situé dans une propriété privée.

## Histoire

### Moyen Âge
En 1075, un acte du roi de France Philippe Ier, daté d'Orléans, accorde à la prière de plusieurs moines de l'abbaye de Cluny un domaine que le roi possède à Pont-aux-Moines (alors nommé Pont-de-Cens, pont Ossancie). Il en garantit au monastère de Cluny la possession et celle du domaine que le chevalier Engerbaud Manseau a concédé au même monastère, de tout ce qui a pu lui être donné ou lui sera donné à l'avenir par les fidèles, enfin de toutes ses acquisitions en Orléanais, franche de toute coutume ou exaction.
En 1079 ou 1080, dans la vingtième année du règne de Philippe Ier, le neveu d'Engerbaud Manseau, Raymond, vassal de Sainte-Croix, confirme au monastère Saint-Pierre-de-Cluny et aux moines qui desservent Pont-aux-Moines, monachis qui in loco qui dicitur apud Pontem Unsantie deserviuni, la donation de Chenevières et d'une autre terre faite auxdits moines par son oncle.
En 1075, on le voit, il n'est question que des moines de Cluny. Au plus tard en 1080, il y a des moines desservant Pont-aux-Moines : donc la chapelle du prieuré est construite.

### Époque moderne
Une carte représentée dans un ouvrage datant de 1660 indique la présence du prieuré mais la disparition du couvent : « Sür cette riuiere sont deux belles maisons, & le Pont-aux-Moines a pris son nom d'vn Prieuré qui en est proche, & est le meilleur du Diocese; le nom du pont & les masures qu'on y void, marquent qu’il y a eu vn Conuent autresfois. ».
Vers 1680, la poursuite du percement du canal d'Orléans sous l'impulsion de Philippe de France, duc d'Orléans et frère du roi Louis XIV, bouleverse la vie du prieuré. Une grande partie du domaine est détruite. À partir de 1689, une partie du cours du Cens est dérivée vers le canal. Le débit de la rivière, sur laquelle se trouve trois moulins loués au profit du prieuré, est gravement affecté. Les moulins cessent de tourner.
Malgré une tentative de conciliation entre le prieur et le conseil du duc d'Orléans, aucun accord n'est trouvé. Le 6 octobre 1692, le duc d'Orléans trouve un accord avec Emmanuel-Théodose de La Tour d'Auvergne, abbé général de l'ordre de Cluny, afin d'effectuer un échange. Tous les bâtiments du prieuré sont affectés à l'administration du canal d'Orléans, à l'exception de la chapelle.
Au cours de la Révolution française, l'édifice est vendu à l’encan comme bien national, la chapelle est achetée le 7 mars 1791, par Jean Bottet, notaire à Orléans, pour 1 500 livres ; il s'en dessaisit aussitôt au profit de l'administration du canal d'Orléans, pour servir d'entrepôt.

## Description
Vers 1680, avant le percement du canal d'Orléans, le prieuré est composé de la maison du prieur, d'une chapelle et d'un colombier. Au sud des bâtiments, se tenaient un jardin, une allée bordée de charmes, des vignes, un potager et un vivier.
Trois moulins situés sur la rivière Cens sont dépendants du prieuré et loués.

### Chapelle
La chapelle est détruite en 1927. Eugène Jarry la décrivait ainsi en 1907 :

« L'ancienne chapelle du prieuré de Pont-aux-Moines, dédiée à saint Jérôme, est un simple rectangle, de dix-sept mètres environ de longueur, sur neuf mètres vingt de large, le tout hors œuvre. L'intérieur, aujourd'hui coupé en deux par un plancher, — il sert de cellier et de grenier, — ne présente que des murs absolument nus, sans trace même de crédence ni de lavabo. Une charpente moulurée apparente, relativement moderne (XVIIIe siècle ?), est tout ce qui témoigne de l'ancienne destination.
Le pignon de la façade, d'une hauteur approximative de dix mètres, épais d'un mètre, est percé de deux ouvertures : un portail et une grande fenêtre, au-dessus de laquelle règne un cordon horizontal à biseau supporté par sept corbeaux dont l'un a disparu. Ces corbeaux sont ornés de trois enroulements de copeaux superposés : décoration chère au centre de la France.
Le portail, sans tympan, qui encadre une baie de 2m14 de large sur 3m05 de haut, se compose d'une voussure en plein cintre reposant sur deux colonnettes. A l'extérieur, cette voussure est ornée d'une sorte de mosaïque de pierre dont le motif central est un arc de losanges juxtaposés : le tout est encadré d'un cordeau saillant à biseau, orné d'un triple rang de damiers ; ce cordon fait à l'imposte un bref retour horizontal extérieur à l'arc. L'intrados de la voussure porte à faux sur deux colonnettes de pierre, à tailloirs à biseau amortissant deux chapiteaux dérivés du corinthien. Ces colonnettes sont légèrement coniques : hautes de 1m52, y compris la base, leur fût a 18 centimètres de diamètre sous l'astragale du chapiteau et 21 au-dessus du congé qui précède la base. Les bases, qui font corps avec le fût, sont formées d'un tore entre deux onglets et deux congés. Le congé inférieur se lie à un soubassement carré.
En arrière, une seconde baie plus étroite, sans moulure ni décoration, encadre l'entrée qui s'évase légèrement vers l'intérieur.
Au-dessus du portail est percée une grande fenêtre de 2m75 de haut sur 1m50 de large, de tout point semblable, comme décoration, au portail ; mais ses colonnettes manquent et ont été remplacées par de lourds piliers en brique. Cette fenêtre n'est ébrasée qu'à l'intérieur et d'une façon peu accentuée : la largeur de la baie à l'intérieur n'est que de 1m32.
Des contreforts peu saillants contrebuttent les angles de la façade. Un autre au nord, deux au sud (côté de la pente) appuient les murs de la nef. Les larmiers sont peu accentués et à pente très rapide.L'appareil en est soigné, de grande dimension, et présente en assez grand nombre des pierres verticales en forme de brique. Il ne serait pas impossible qu'ils aient été ajoutés après coup.
Il ne reste au mur de fond aucune baie ancienne. La nef est éclairée par six fenêtres en plein cintre, hautes de 2m70, larges de 0m90 environ. Ces fenêtres, d'un modèle très ancien, n'ont qu'un encadrement chanfreiné, derrière lequel la baie s'ébrase légèrement vers l'intérieur.
Sauf les contreforts, les baies et les portions de mur qui les avoisinent, les murs sont en moellons irréguliers noyés dans un ciment d'une teinte légèrement rosée. »